# Globe (Arizona)
Pour les articles homonymes, voir Globe.

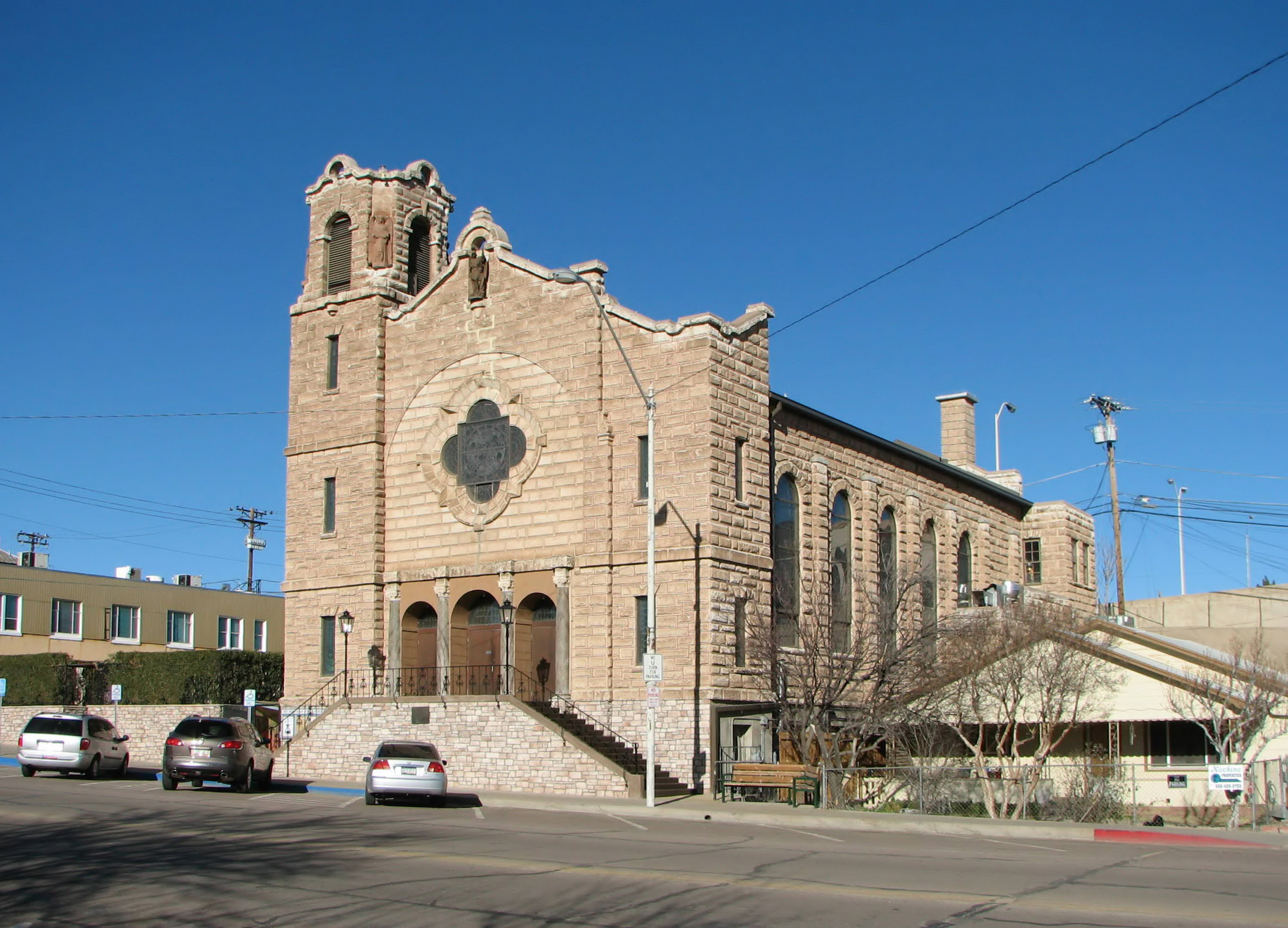
Église catholique Holy Angels de Globe.

La ville de Globe est le siège du comté de Gila, dans l'Arizona, aux États-Unis.
Sur le territoire de la ville de Globe se trouve l'ancienne mine de turquoise Sleeping Beauty.

## Démographie
| 1910  | 1920  | 1930  | 1940  | 1950  | 1960  |
| ----- | ----- | ----- | ----- | ----- | ----- |
| 7 083 | 7 044 | 7 157 | 6 141 | 6 419 | 6 217 |

| 1970  | 1980  | 1990  | 2000  | 2010  | - |
| ----- | ----- | ----- | ----- | ----- | - |
| 7 333 | 6 708 | 6 062 | 7 486 | 7 532 | - |

## Source
- (en) Cet article est partiellement ou en totalité issu de l’article de Wikipédia en anglais intitulé « Globe, Arizona » (voir la liste des auteurs).